# I desperados della frontiera
I desperados della frontiera (Four Guns to the Border) è un film del 1954 diretto da Richard Carlson.
È un film western statunitense con Rory Calhoun, Colleen Miller e George Nader.

## Trama
Nel 1881, una banda di quattro banditi ha intenzione a rapinare la banca di Cholla, in Arizona. Sebbene diversi precedenti tentativi per rapinare quella banca si siano conclusi con l'uccisione dei rapinatori, Cully, il capo della banda, crede di poterci riuscire perché ha elaborato un piano. I quattro conoscono Simon Bhumer, un ex pistolero, e la sua affascinante figlia Lolly. Simon conduce adesso una vita tranquilla e le sue attenzioni sono tutte per la figlia, orfana di madre  ed appena tornata dalla scuola in Kansas. Giovane, disinibita e inesperta con gli uomini, Lolly sa sparare bene con il fucile. I quattro banditi hanno il loro quartiere generale a La Tienda, presso l'emporio di Greasy, un loro complice che si reca a Cholla, per effettuare un ultimo sopralluogo prima della rapina. Qui vengono raggiunti da Simon e Lolly, allertati dall'aver visto dei segnali di fumo degli Apache rinnegati levarsi sulle colline. La ragazza flirta con i quattro uomini, soprattutto con Cully, verso cui, inizialmente, sembrava mostrare una certa antipatia ma da cui sente adesso attratta, come anche l'uomo dalla ragazza. Dopo un po' il gruppo si separa, Simon e Lolly ritornano alla loro fattoria a Shadow Valley, a poche miglia dal confine messicano, mentre la banda si reca in città per compiere la rapina. Lolly, però, sente di amare Cully e vorrebbe tornare da lui. Nel frattempo, Cully, che è originario proprio di Cholla, affronta Jim Flannery, suo ex-amico ed ora sceriffo della città, per creare, secondo il piano, un diversivo. Cully prova, comunque, del vero rancore verso Flannery che lo aveva bandito dalla città qualche tempo prima e poi aveva sposato Maggie, la ragazza di Cully. Così, mentre tutti i cittadini guardano Cully e Jim che si picchiano, gli altri tre banditi rapinano la banca senza incidenti o allarmi. Fuggendo, quindi, verso il confine con il Messico, la banda trova Greasy ucciso dagli Apache che sono sul sentiero di guerra. All'ultimo pozzo d'acqua prima del confine, Cully deve scegliere tra riparare in Messico e godersi il frutto della rapina o salvare Simon e Lolly dalla furia dei pellerossa. Inoltre, il gruppo guidato da Jim Flannery è sulle loro tracce. Cully saprà prendere la giusta decisione, seppure dovrà pagare un prezzo molto alto.

## Produzione
Il film, diretto da Richard Carlson su una sceneggiatura di George Van Marter e Franklin Coen con il soggetto di Louis L'Amour, fu prodotto da William Alland per la Universal International Pictures e girato a Apple Valley, nel Bell Ranch a Santa Susana e nell'Iverson Ranch, Chatsworth, Los Angeles, in California. Il titolo di lavorazione fu Shadow Valley.

## Distribuzione
Il film fu distribuito con il titolo Four Guns to the Border negli Stati Uniti nel 1954 al cinema dalla Universal Pictures.
Altre distribuzioni:
- negli Stati Uniti il 3 novembre 1954 (Los Angeles, California)
- negli Stati Uniti il 5 novembre 1954 (New York City, New York)
- in Belgio il 18 febbraio 1955 (De vallei der schaduwen e La vallée des ombres)
- in Svezia il 21 marzo 1955 (De 4 efterlysta)
- in Finlandia il 22 luglio 1955 (Vainottu lainsuojaton)
- in Francia il 22 giugno 1956 (Quatre tueurs et une fille)
- in Austria nel novembre del 1957 (Die Nacht der Rache)
- in Germania Ovest nel novembre del 1957 (Die Nacht der Rache)
- in Spagna (Entre el valor y el dinero)
- in Italia (I desperados della frontiera)

## Promozione
La tagline è: "One for all and all for trouble!".